# 东圃镇
东圃镇是中国广州市天河区辖镇。位于广州东部。建于宋代，初名东圃村，後於村南扩建圩场，名东圃圩，镇因圩名。

## 历史
东圃原属番禺县第四区，1952年划入广州市。此後东圃地区先后隶属番禺区、郊区和黄埔区。1956年6月后，辖区曾一度归属广州市郊区。1960年5月和1973年2月，东圃两次归黄埔区。1973年10月至1985年，辖区全部属广州市郊区。1985年5月，天河区成立，东圃区（镇）划入天河区。1986年建镇。2002年12月，撤销东圃镇，设立前进、珠吉和新塘3个街道。

## 现状
现在市民仍习惯称呼该地为东圃，而东圃镇的名称依旧经常被使用。
现有公交中山大道东圃站及广州地铁东圃站。